# Gertrude Gaffney
Pour les articles homonymes, voir Gaffney.
Gertrude ou Gertie Gaffney, née à Middletown, dans le comté d'Armagh et morte le 8 décembre 1959, est une journaliste irlandaise, qui a écrit aussi sous le nom de plume de Conor Galway. 
Elle est décrite comme une « fervente défenseure des droits des femmes. »

## Biographie
Gertrude Gaffney naît à Middletown, dans le comté d'Armagh, et étudie au St Louis convent à Carrickmacross. Sous le nom de plume de « Conor Galway », elle publie un grand nombre d'histoires et un roman Workers towards the dawn (1919). En 1920, Gaffney va vivre à Londres et écrit occasionnellement des articles dans l'Irish Independent sur les manifestations politiques irlandaises. Elle écrit aussi d'autres publications catholiques et est correspondante à Dublin pour The Universe. De la fin des années 1920 jusqu'au début des années 1930, elle vit à Dublin et travaille comme correspondante pour l'Independent. Elle quitte ce poste pour retourner à Londres pour devenir rédactrice en chef du magazine féminin londonien Queen.

### Carrière à l'Irish Independent
Son ami proche, Frank Geary, la recrute à l'Irish Independent en 1935 comme chroniqueuse. La chronique régulière, I sketch your world, mélange faits sociaux, nouvelles de mode et analyse politique. Avant le déclenchement de la Première Guerre mondiale, elle voyage beaucoup  en Europe. À cette époque il est inhabituel pour les journaux irlandais d'avoir des correspondants itinérants à l'étranger. Après la visite du camp d'entraînement d'Eoin O'Duffy en Espagne, son reportage sur l'Irish Brigade combattant avec Franco en 1936, est dépourvu de critiques. Après la guerre, elle écrit et fait connaître les problèmes que beaucoup de combattants ont lors de leur retour en Irlande, ainsi que la controverse sur la levée de fonds pour le compte de la Brigade par O'Duffy et Patrick Belton. Elle couvre une grande partie de l'Europe, et est à Dantzig juste avant le déclenchement de la Seconde Guerre mondiale et s'échappe de justesse avant le début du combat. En 1933, elle mène de longues entrevues avec son collègue journaliste, Francis McCullagh.
Gaffney est une forte et fervente adversaire de la Constitution de l'Irlande de 1937, considérant que les articles concernant le rôle des femmes sont inspirés par Hitler, affirmant qu'Éamon de Valera a des ambitions dictatoriales similaires et précisant qu'il « a toujours été réactionnaire quand les femmes sont concernées. Il ne nous aime pas et se méfie de nous en tant que sexe. » Elle pointe que la constitution ne reconnaît pas la nécessité économique pour les femmes de travailler, ce qui peut conduire à forcer les femmes au chômage, et même remettre en question le droit de vote des femmes. On considère que sa couverture du sujet dans l'Irish Independent a rallié les électrices contre de la constitution,,.
En 1937, Gaffney écrit une série d'articles sur l'expérience de l'émigration des Irlandaises en Grande-Bretagne qui sont si populaires qu'ils sont réimprimés en une brochure sous le titre : Emigration to England: what you should know about it: advice to Irish girls (1937). En particulier, elle dénonce la pratique de parents et des prêtres d'envoyer des femmes enceintes non mariées en Grande-Bretagne, en le qualifiant d'« antichrétien », et met en évidence les problèmes des filles et des femmes venant de milieux ruraux en Grande-Bretagne. Elle suggère que cette émigration est due aux dommages de l'agriculture qui a affecté l'Irlande à cause de la guerre économique de Valera, ainsi qu'à l'incapacité naïve des femmes irlandaises à apprécier l'Irlande rurale. Elle est aussi une admiratrice du Père Pierre Conefrey, qui préconise un mode de vie pastoral et rural simple qui rejettent la culture étrangère.
Lors de la discussion sur les problèmes des serviteurs irlandais dans les foyers juifs de l'East End de Londres, une tendance antisémite a émergé. Gaffney est ardemment anti-sioniste. Dans plusieurs articles des années 1930, elle fait des comparaisons directes entre les Palestiniens, les Arabes et les Irlandais qui ont combattu les Britanniques dans la guerre d'indépendance irlandaise, établissant un parallèle entre Amin al-Husseini et Michael Collins. Après la Seconde Guerre mondiale, Gaffney est contrainte de rester en Irlande, avec comme conséquence de ne pas pouvoir récupérer son ancienne popularité en tant que journaliste. Elle a espéré écrire une histoire du Fine Gael qui serait une réponse pour La République d'Irlande de Dorothy Macardle. Les archives Fine Gael de l'University College Dublin conservent la correspondance de Gaffney sur ce projet inachevé.

### Fin de vie
Ses chroniques régulières à l'Irish Independent cessent en 1946, probablement en raison de sa mauvaise santé. Cependant, quelques articles paraissent fin 1957. Elle meurt le 8 décembre 1959 dans une maison de soins à Dublin, et est enterrée dans l'emplacement familial à Middletown dans le comté d'Armagh. Gaffney ne s'est jamais mariée, mais il y a eu des spéculations au sujet de sa relation avec son éditeur, Frank Geary.